# بيتر كارلبيرج
بيتر كارلبيرج (بالسويدية: Peter Carlberg)‏ هو ممثل سويدي، ولد في 8 ديسمبر 1950 بستوكهولم في السويد.

## أعمال

### أفلام
- (2008) دع الشخص الصحيح يدخل[2][3][4][5]

## وصلات خارجية
- بيتر كارلبيرج على موقع IMDb (الإنجليزية)
- بيتر كارلبيرج على موقع قاعدة بيانات الأفلام السويدية (السويدية)
- بيتر كارلبيرج على موقع قاعدة بيانات الفيلم (الإنجليزية)